# Rijksbeschermd gezicht 19e-eeuwse Schil Dordrecht
Gezicht 19e-eeuwse Schil Dordrecht is een van rijkswege beschermd stadsgezicht in Dordrecht in de Nederlandse provincie Zuid-Holland. De procedure voor aanwijzing werd gestart op 6 mei 2009. Het gebied werd op 5 juni 2013 definitief aangewezen. Het beschermd gezicht beslaat een oppervlakte van 72,7 hectare.
In 1988 is de in het noorden grenzende historische binnenstad van Dordrecht al aangewezen tot beschermd stadsgezicht.
Panden die binnen een beschermd gezicht vallen krijgen niet automatisch de status van beschermd monument. Wel zal de gemeente het bestemmingsplan aanpassen om nieuwe ontwikkelingen in het gebied te reguleren. De gezichtsbescherming richt zich op de stedenbouwkundige en cultuurhistorische waardering van een gebied en wil het toekomstig functioneren daarvan veiligstellen.